# Felsritzungen von Bardal

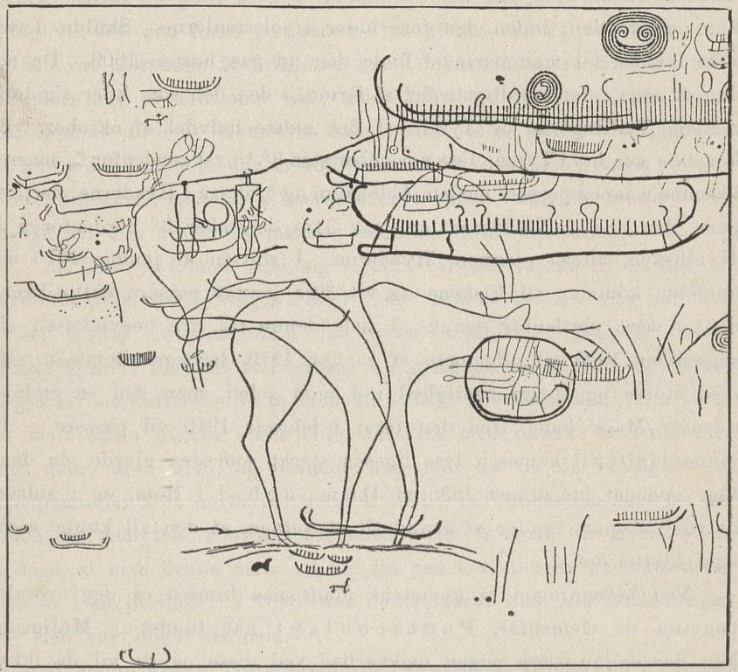
Felsritzung von Bardal – Ausschnitt

Die Felsritzungen von Bardal (norwegisch Bardalfeltet) ist eine große Petroglyphenansammlung auf dem Bardalhof in Steinkjer in Trøndelag in Norwegen. Das Besondere an den Petroglyphen ist, dass auf derselben Fläche Zeichnungen aus der Stein-, Bronze- und Eisenzeit zu finden sind, wobei die neueren über den Figuren der Steinzeit geschnitzt wurden. Das bedeutet, dass hier Menschen der Region jahrtausendelang, von 4000 v. Chr. bis zum Jahr 0, Felsritzungen erstellt haben.
Im nordischen Kontext unterscheidet man zwischen zwei Kategorien von Felsritzungen: Jagdritzungen („veideristninger“) und Landwirtschaftsritzungen („jordbruksristninger“). Die Jagdritzungen sind die ältesten und haben als Motive Beute- oder Totemtiere: Hirsche, Seevögel und Wale. Die jüngeren Ritzungen sind Landwirtschaftsritzungen aus der Bronzezeit und der frühen Eisenzeit. Abgebildet sind hier vor allem Boote, aber auch Menschen, Pferde und geometrische Figuren sowie Cup-and-Ring-Markierungen.
Im Bardal-Feld findet man jüngste Ritzungen über den alten. Dies dazu führt dazu, dass das Bardal-Feld auf den ersten Blick etwas schwierig zu verstehen ist. Man geht davon aus, dass der Prozess des Einritzens der neueren Bilder über den vorhandenen eine besondere Bedeutung hatte.

## Der Ort und Geschichte des Fundes

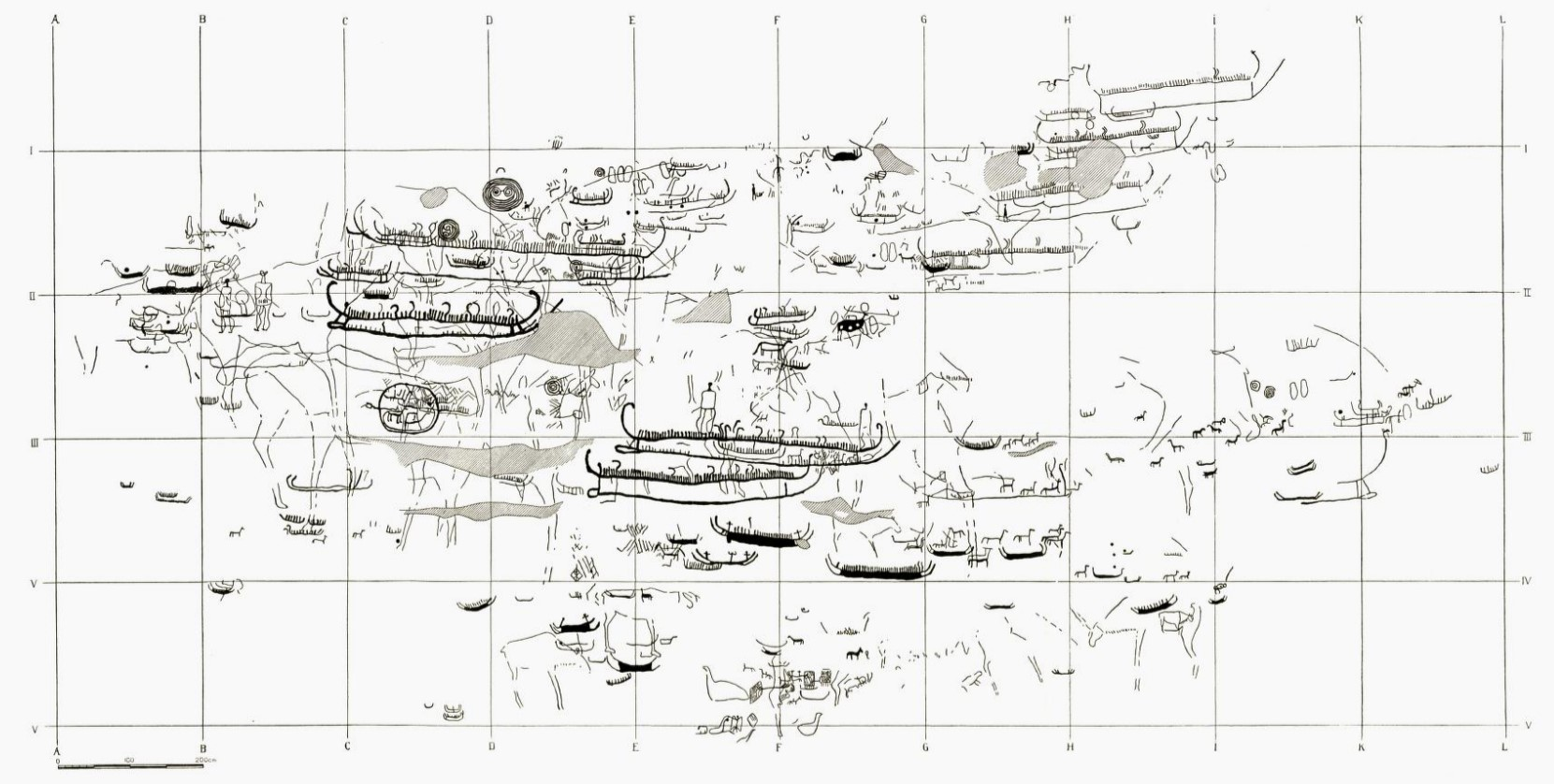
Hier sind mehrere Generationen Bergkunst vermischt

Beitstad liegt auf der Nordseite des Beitstadfjords, dem innersten Teil des Trondheimfjords. Zusammen mit Stjørdal hat Beitstad die größte Konzentration an Petroglyphen in Mittelnorwegen. Neben Bardal gibt es Petroglyphen in Hammer, Skjevik, Homnes und Tessem.
Laut Anders Hagen könnte die Tatsache, dass Beitstad an einem Knotenpunkt zwischen Bergen, Wald und Küste liegt, ihm die Bedeutung eines „kultischen Zentrums“ für frühere Jagdkulturen in Inntrøndelag gegeben haben.
Das Feld wurde 1896 erstmals von Rektor Knut Henrik Lossius aus Trondheim entdeckt und beschrieben. In den nächsten 40 Jahren war Bardal Gegenstand von Forschungsarbeiten der Archäologen Gustaf Hallström, Karl Ditlev Rygh, Theodor Petersen und Gutorm Gjessing. 1936 erklärte Gjessing, dass Hallström mit seiner damaligen Diskussion der Petroglyphen das Bardal-Feld zu „einem Brennpunkt nahezu aller Diskussionen über Petroglyphenprobleme“ gemacht habe.
Das Hauptfeld befindet sich an einem Südhang, in der Nähe des Bauernhofs Bardal. Zusätzlich zu dem Hauptfeld „Bardal 1“ befinden sich vier weitere, kleine Ritzungsammlungen in der Nähe des Hauptfeldes.

## Beschreibung der Figuren
Das Feld ist eines der größten in Mittelnorwegen. Die geritzte Felswand ist 26 Meter breit und 13 Meter hoch. Die Felswand hat einen Winkel von etwa 35°.
Eine vertikale Spalte teilt die Felswand in zwei. Die meisten der etwa 400 Figuren befinden sich auf dem westlichen/linken Teil, und an dieser Stelle überlappen sich die Jagd- und Landwirtschaftsritzungen. Auf der rechten Seite sind einige Figuren zu sehen: Fußabdrücke, Boote und kleinere Tiere.

### Jagdritzungen

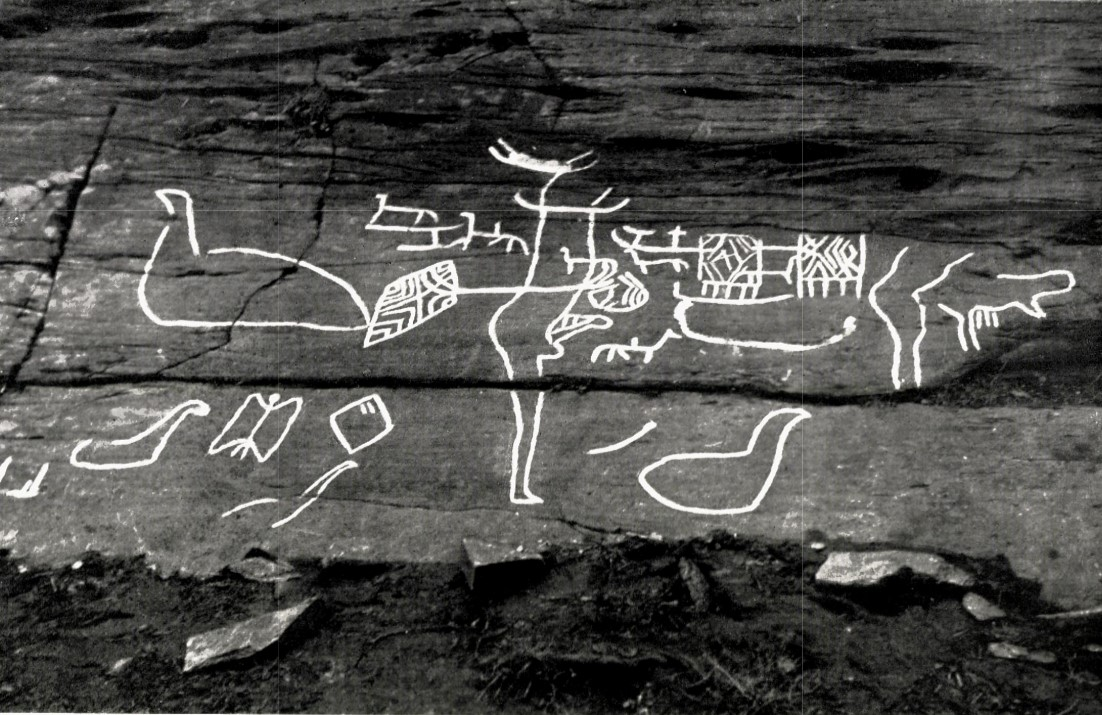
„Vogel-Wal-Typ“-Felskunst links und unten. Oben rechts zwei Personen, gedeutet als Geschlechtsverkehr.

Die ca. 50 Jagdritzungen bilden die älteste Schicht des Feldes. Bei den Motiven handelt es sich um fast lebensgroße Beutetiere. Eine Gruppe überlappender Elchfiguren ist in Lebensgröße und in naturalistischem Stil konturiert. Dies wird als Zeichen dafür interpretiert, dass diese Figuren aus den frühesten Phasen der Felskunst stammen. Insgesamt gibt es Darstellungen von 15–20 Rehen auf dem Feld. Es handelt sich hierbei hauptsächlich um Elche, aber es befinden sich auch einige Rentiere unter den Ritzungen. Die größten Elche sind 330, 260 und 240 cm lang.
Ganz oben auf der Felswand befindet sich eine sechs Meter lange Abbildung eines Wals, bei dem es sich möglicherweise um einen Schnabelwal handelt. Neben Hirschen und Walen gibt es fünf Vögel und einen Bären. Die Vogelfiguren sind zwischen 20 und 60 cm lang und sind vom „Vogel-Wal-Typ“, d. h. sie sind so geformt, dass sie so gut als Wale wie auch als Vögel interpretiert werden können.
Es gibt auch eine kleine Anzahl an menschlichen Figuren: Ein Mann (114 cm groß) mit einem prominenten Penis und ein Figurenpaar, bei dem es sich um eine Geschlechtsverkehrsszene handeln könnte.

### Landwirtschaftsritzungen

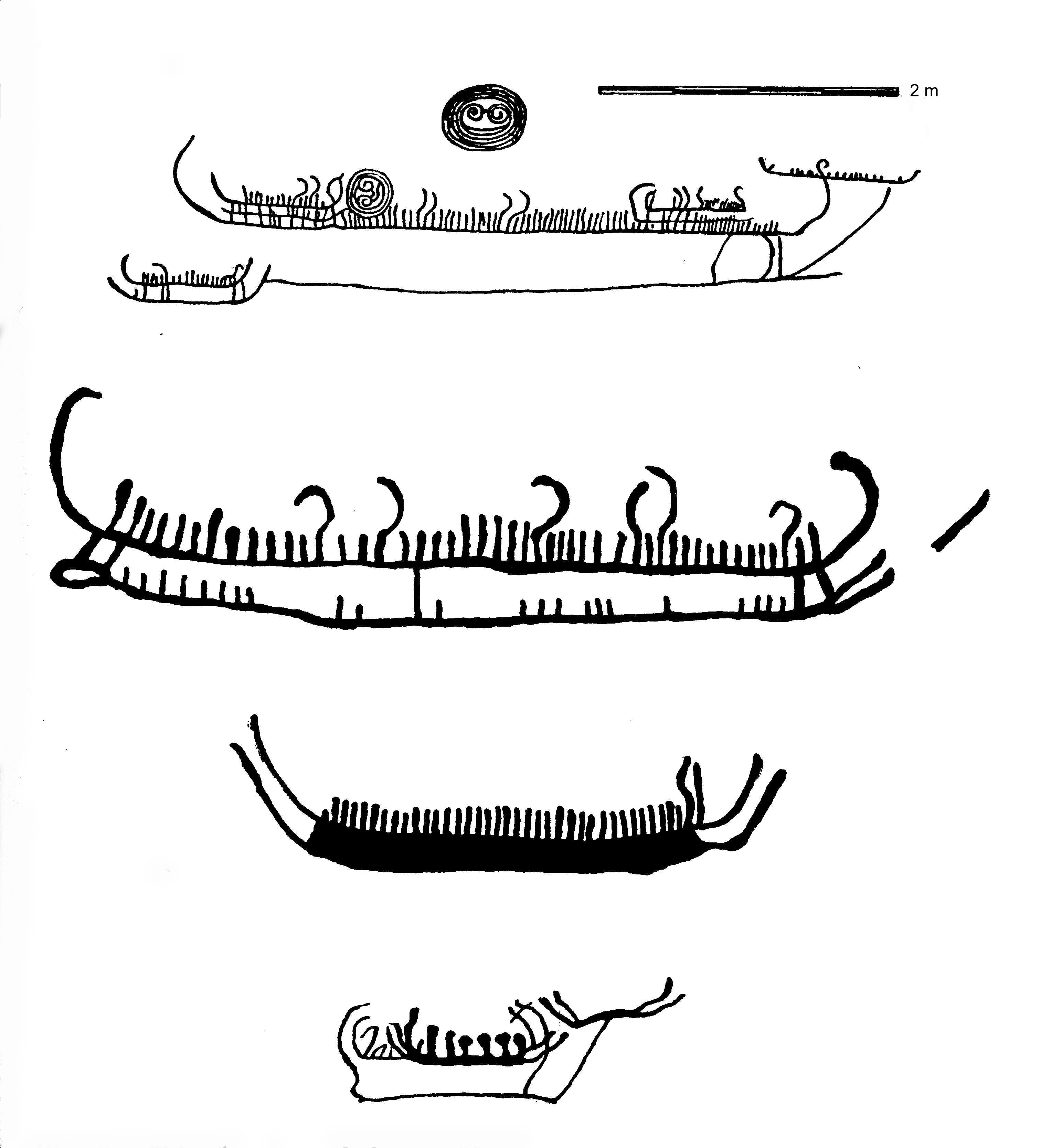
Boote mit „Mannschaftsstrichen“, wovon einige Luren spielen.

Die anderen Figuren sind typisch für bronzezeitliche Landwirtschaftsritzungen (etwa 1800 bis 500 v. Chr.). Hier handelt es sich hauptsächlich um Boote, aber auch um Pferde, Spiralfiguren und Cup-and-Ring-Markierungen. Insgesamt sind im westlichen Teil etwa 150 Schiffe, 59 Pferde, 1 Hund, 15 Fußabdrücke und 11 Cup-and-Ring-Markierungen aus der Bronzezeit zu sehen. Der östlichste Teil des Feldes enthält 43 Schiffe, 17 Fußabdrücke, 5 Pferde, 1 Hund und 3 Cup-and-Ring-Markierungen.
Das größte der Boote ist 4,5 m lang und ist mit 90 vertikale Linien versehen, die oft als mannskapsstreker („Mannschaftsstriche“) bezeichnet werden und in der Regel die Besatzung des Bootes darstellen sollen. Diese Bootsritzung ist eine der größten, die in Skandinavien bekannt sind. Die meisten Boote auf dem Bardal-Feld gehören zum bronzezeitlichen Typus, mit einer ausgeprägten Bodenplanke/Kiel und Reling. Das Boot ähnelt dem Hjortspringboot, einem eisenzeitlichen Fund aus Dänemark.
Die Fußabdrücke, die in vielen bronzezeitlichen Ritzungen zu sehen sind, werden als Menschenspuren sowie auch als Götterspuren verstanden. Die wenigen menschlichen Figuren aus der Bronzezeit sind mit großen Körpern, kräftigen Beinen und kleinen Köpfen untypisch.

## Überblick und Interpretationen
Die Petgroglyphen in Bardal wurden von der Steinzeit (vielleicht 4000 v. Chr.) über die Bronzezeit bis zur frühen Eisenzeit, etwa im Jahr 0, geritzt. Die Elchfigurengruppe stellt das Zentrum der ersten Phase dar Dabei wurden nicht nur, wie bereits erwähnt, einige neuere Ritzungen über Ritzungen aus einer früheren Phase platziert, sondern es gibt auch Anzeichen dafür, dass sogar innerhalb einer Phase neue Ritzungen über bestehende gefertigt wurden. Daraus ergibt sich, dass das Feld über mehrere Generationen und Zeitphasen hinweg genutzt wurde.
Diejenigen, die später Boote und andere bronzezeitliche Motive in die Felswand ritzten, haben dies getan, scheinbar ohne den bereits vorhandenen Figuren Beachtung zu schenken. Manche Experten glauben, dass allein die Entscheidung, die neuen Motive über die alten zu platzieren, eine Bedeutung hatte. Der Archäologieprofessor Kalle Sognnes schreibt dazu: „Es scheint, dass es in gewisser Weise wichtig war, das Bestehende zu zerstören, aber auch alle übernatürlichen – oder unterirdischen – Kräfte zu nutzen, die in diesem Fels existieren.“ Gleichzeitig weist Sognnes darauf hin, dass dies eine Anomalie sei, da bronzezeitliche Ritzungen üblicherweise mit Respekt vor älteren Ritzungen platziert wurden.
Sognnes hat auch Abbildungen von Luren, aus Bronze hergestellten Musikinstrumenten, auf nordischen Petroglyphen untersucht und dabei mindestens 50 Luren unter den Bootsritzungen auf dem Bardal-Feld identifiziert. Einige der „Mannschaftsstriche“ sind etwas länger und gebogener als die anderen, und diese werden als Luren interpretiert. Die Lurenbläser auf den Ritzungen werden meist paarweise dargestellt. Sognnes interpretiert die Lurenbläser als Hinweis darauf, dass Bardal ein wichtiger Treffpunkt in der Region gewesen sein könnte.
Vor der Landhebung am Ende der letzten Eiszeit lag der Wasserspiegel allgemein höher als heutzutage. In der Stein- und Bronzezeit, bildete der Boden unterhalb des modernen Bauernhofs eine flache Bucht, in der Boote anlegen konnten. Der Hof befindet sich auf einer natürlichen Terrasse, die sich als Versammlungsort eignete. Direkt über der Felswand befindet sich ein Felsvorsprung, der eine Bühne für Rituale hätte sein können. Sognnes schlägt daher vor, dass Bardal als Treffpunkt oder Grenzzone fungiert haben könnte, wo Menschen aus einer neuen, expandierenden Seefahrerkultur auf solche Menschen trafen, die auf traditionelle Weise lebten. So betrachtet versteht er die überlappenden Ritzungen als Zeichen der Seefahrer, die ihre eigene, neuere Präsenz markieren.

## Das Bardal-Feld heutzutage

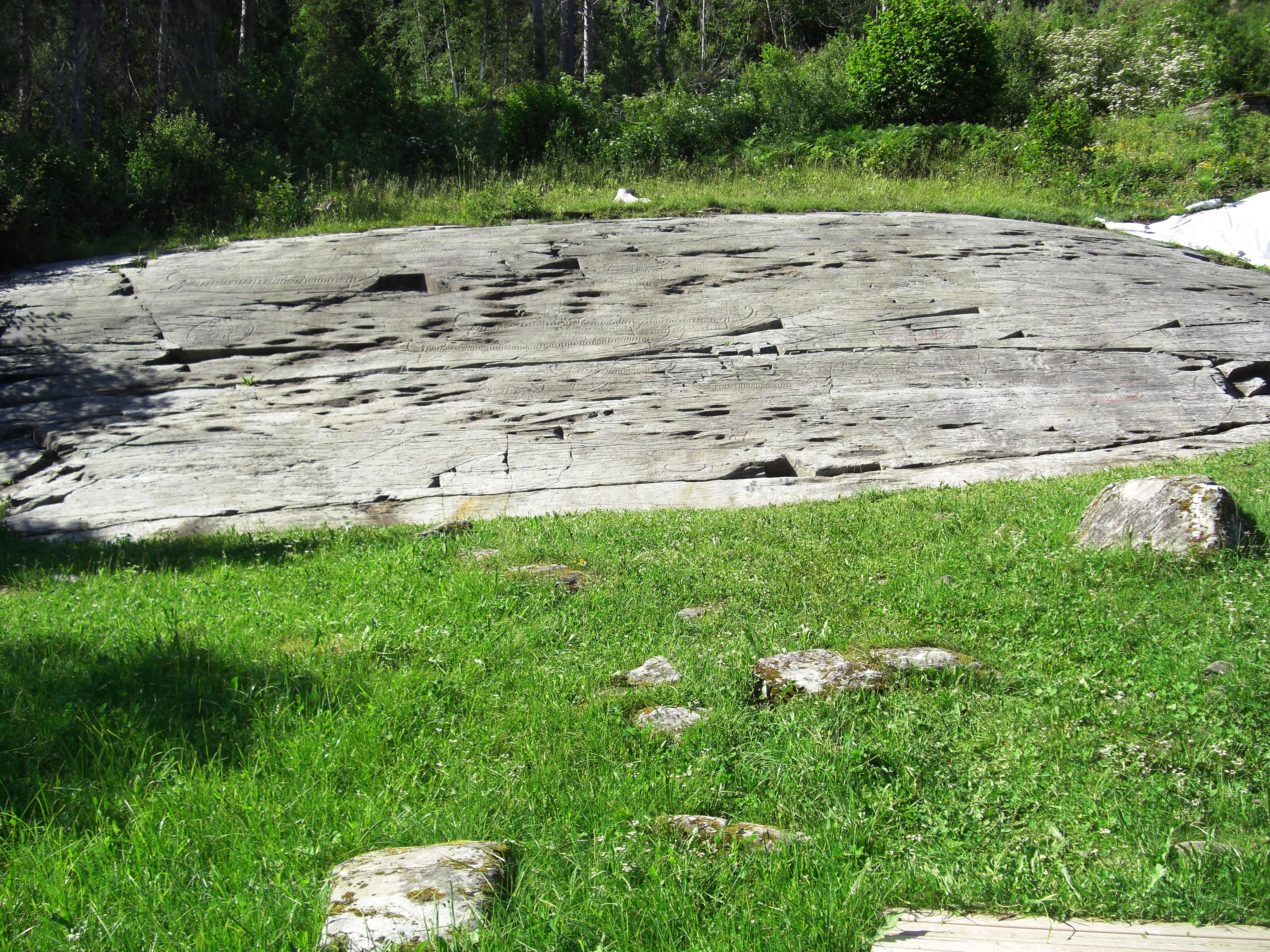
Bardal, 2010. Linker Abschnitt.

Das Bardal-Feld befindet sich 11 km westlich von Steinkjer.
Das Hauptfeld wurde 1962 für den Tourismus aufbereitet. 1951 wurden die Ritzungen mit zwei Farben bemalt: die Jagdritzungen in Gelb und die Landwirtschaftsritzungen in Rotbraun. Dadurch waren Besucher in der Lage, die Felsmalereien aus den beiden Epochen voneinander zu unterscheiden. Diese Bemalung wurde 1973 erneuert. Die letzten Spuren dieser Bemalung wurden jedoch 2016 und 2017 entfernt.
Das Bardal-Feld wird in rund 70 Artikeln und Büchern erwähnt, teils wegen der monumentalen Figuren, teils wegen der überlappenden Ritzungen.

## Siehe auch

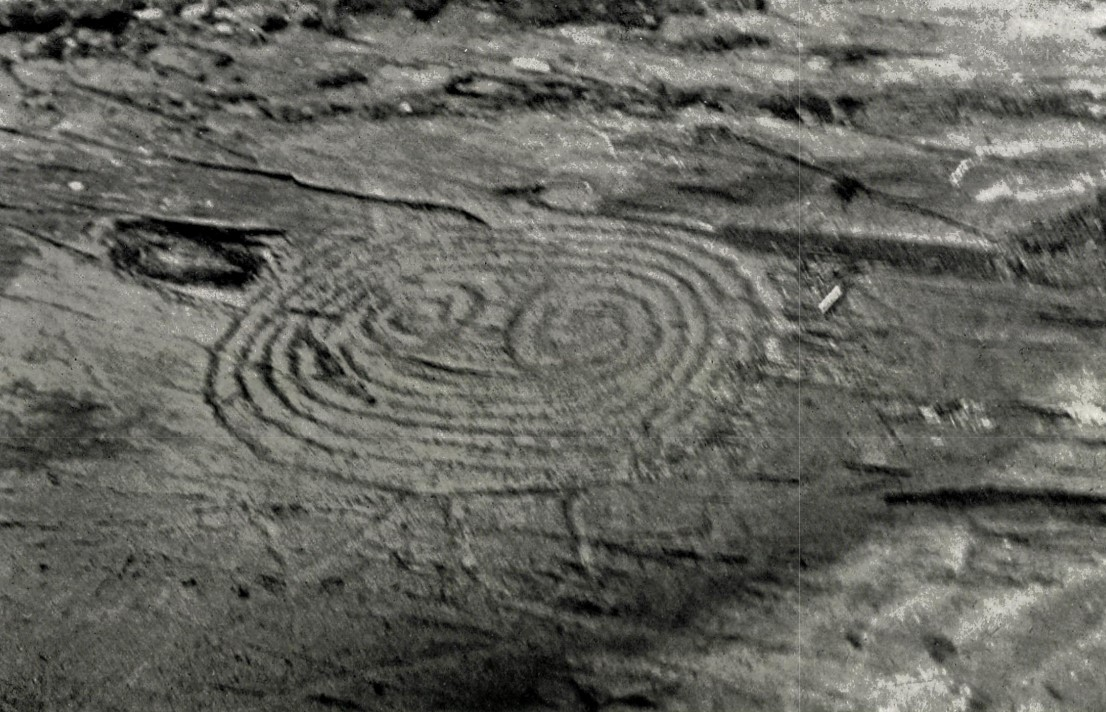
Eine Doppelspirale mit Ringen.